# Ineos Grenadier Quartermaster

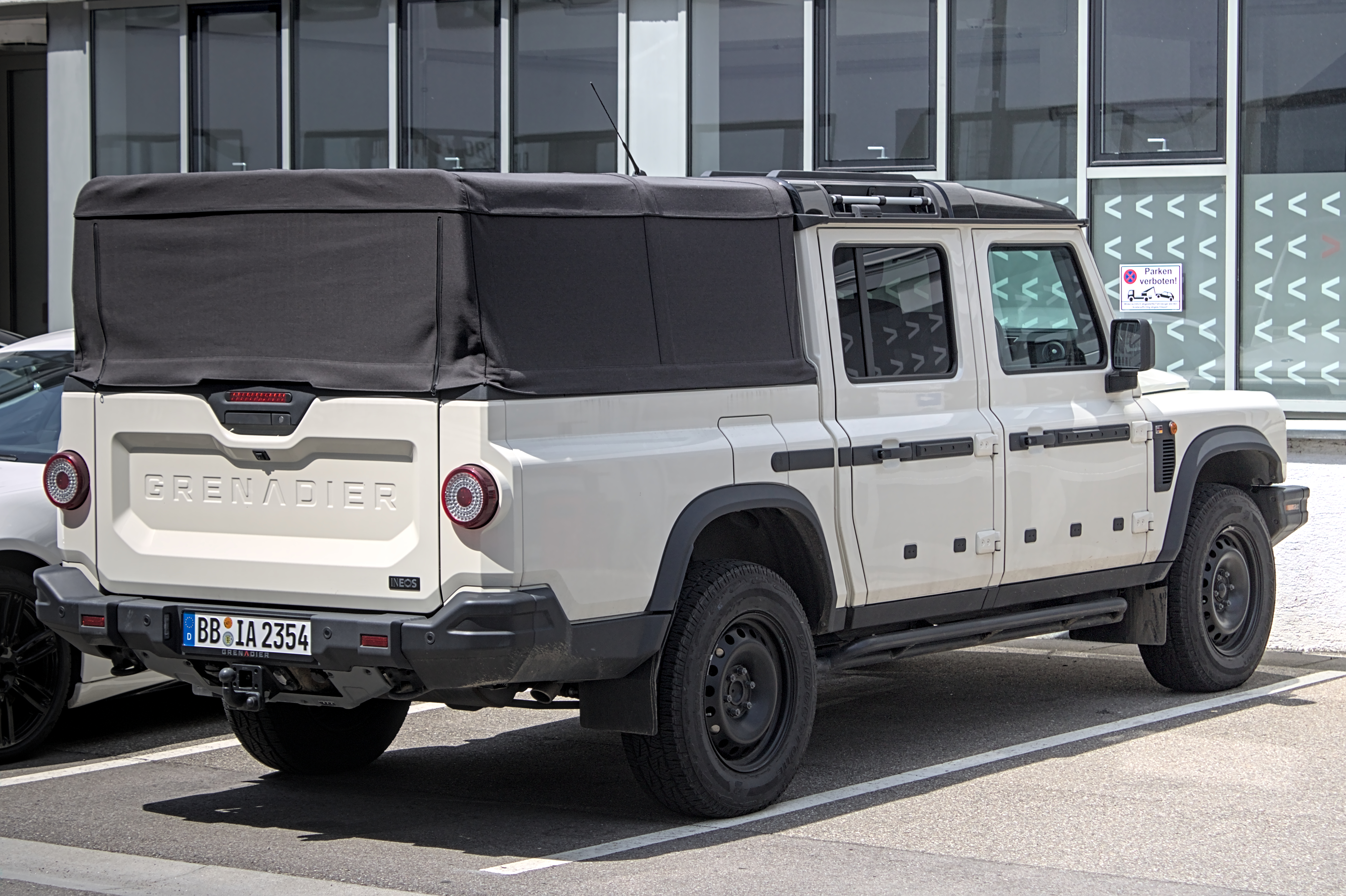
Heckansicht

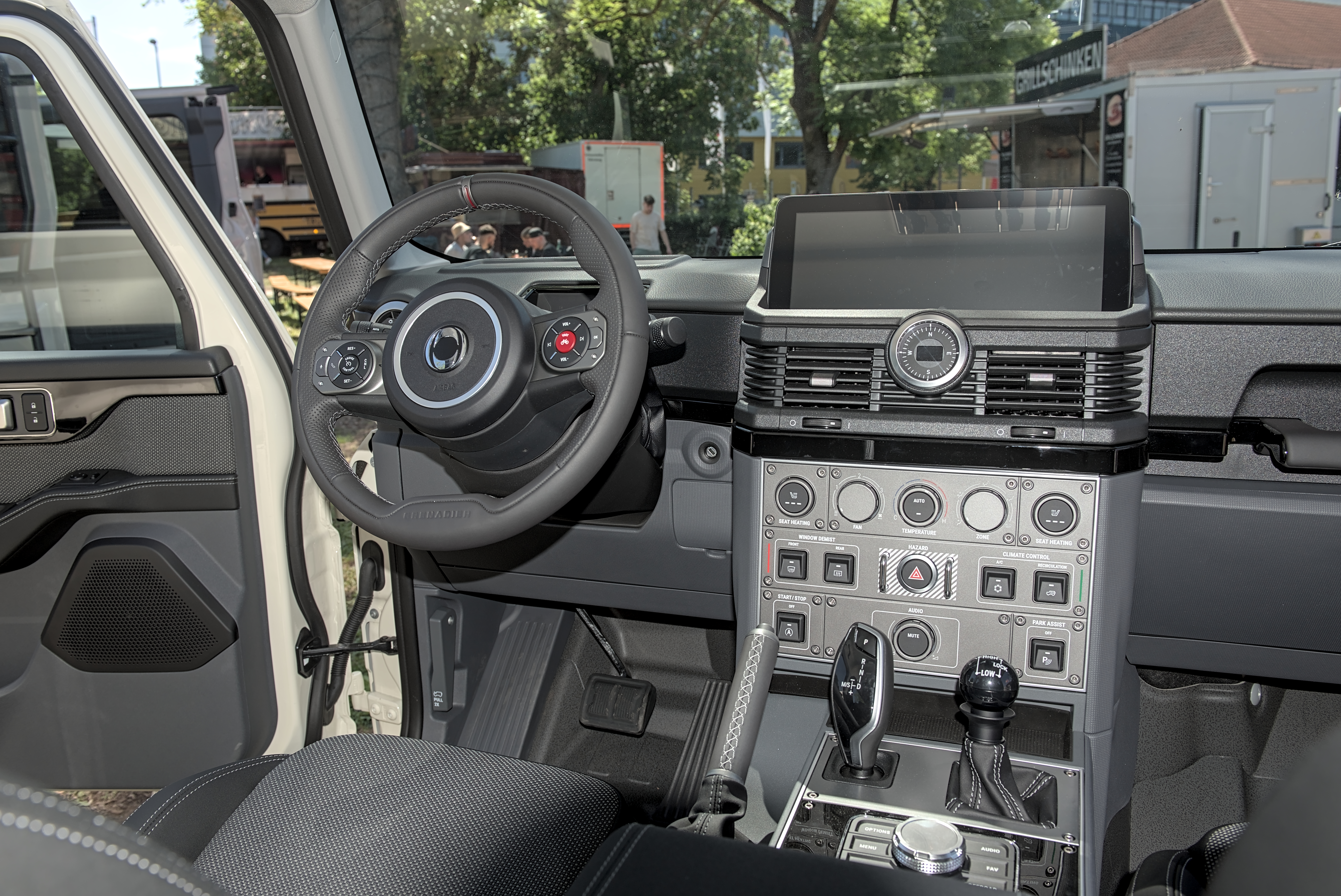
Innenansicht

Der Ineos Grenadier Quartermaster ist ein Pick-up mit Leiterrahmen auf Basis des seit 2022 gebauten Geländewagens Grenadier. Hersteller ist Ineos Automotive mit Sitz in England und einer Fabrik in Hambach in Frankreich.

## Geschichte
Vorgestellt wurde das 5,44 Meter lange Fahrzeug im Juli 2023 auf dem Goodwood Festival of Speed. Im gleichen Monat begann auch der Verkauf. Die Serienproduktion startete im November 2023. In Deutschland ist nur eine Zulassung als Nutzfahrzeug (Klasse N1) möglich. Der Pick-up hat fünf Sitzplätze in einer Doppelkabine. Gegenüber dem Grenadier hat der Quartermaster einen über 30 Zentimeter längeren Radstand. Die Abmessungen der Ladefläche werden mit 1,56 Metern Länge und 1,62 Metern Breite angegeben. Wegen des längeren Radstands fällt die Geländetauglichkeit gegenüber dem Grenadier etwas schlechter aus.
Als Konkurrenzmodelle werden unter anderem der Ford Ranger Raptor oder der Jeep Gladiator genannt.

## Technik

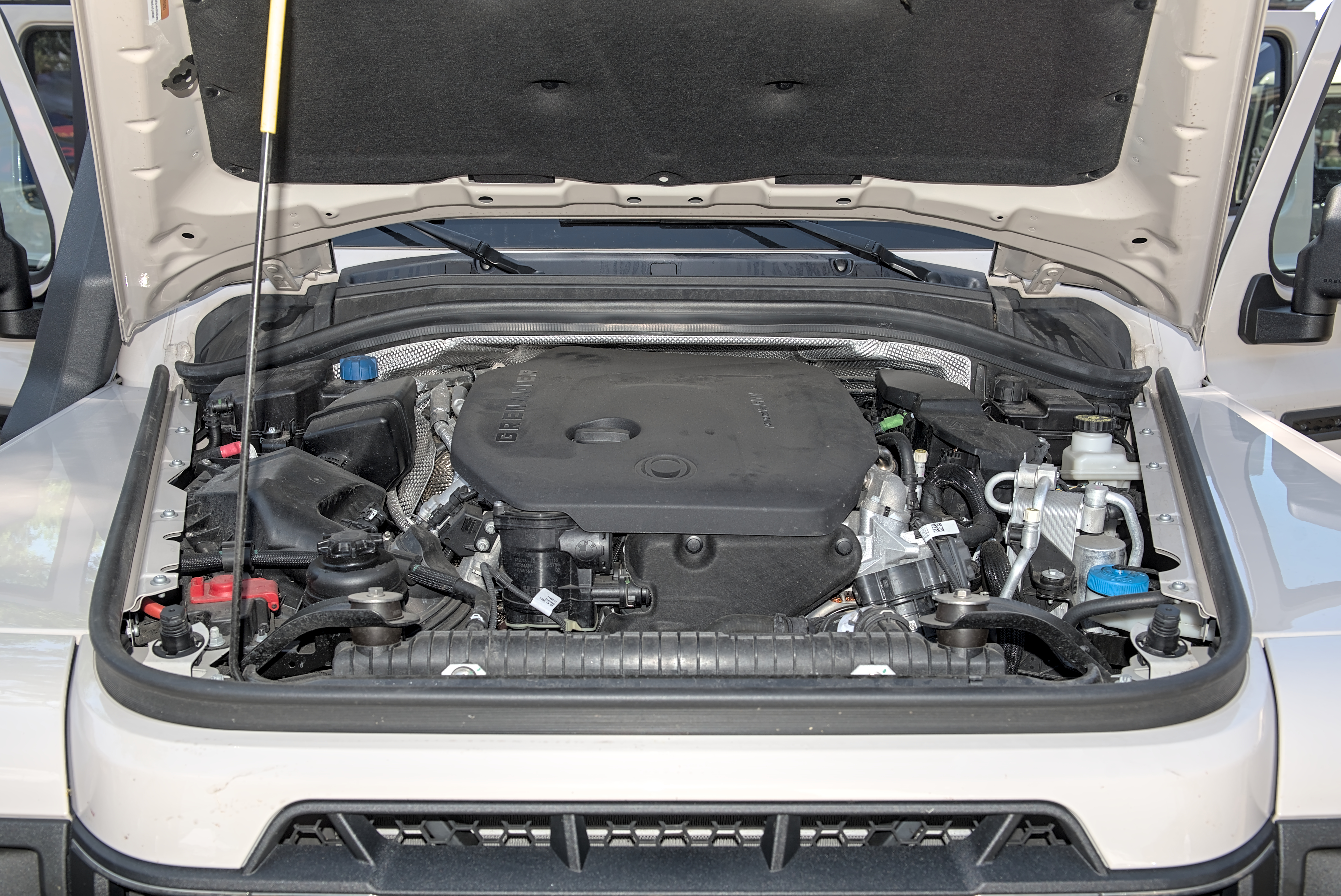
Motorraum mit dem BMW-B57-Dieselmotor

Angetrieben wird der Quartermaster von den aus dem Grenadier bekannten BMW-Verbrennungsmotoren. Er hat Starrachsen von Carraro, die mit je fünf Lenkern aufgehängt sind.

### Technische Daten
|                                                   | Benzin                          | Diesel                          |
| Bauzeitraum                                       | seit 11/2023                    | seit 11/2023                    |
| Motorkenndaten                                    |                                 |                                 |
| Motortyp                                          | R6-Ottomotor                    | R6-Dieselmotor                  |
| Motorbezeichnung                                  | BMW B58                         | BMW B57                         |
| Gemischaufbereitung                               | Benzindirekteinspritzung        | Common-Rail-Direkteinspritzung  |
| Motoraufladung                                    | Turbolader                      | Twin-Scroll-Lader               |
| Hubraum                                           | 2998 cm³                        | 2993 cm³                        |
| max. Leistung bei min−1                           | 210 kW (286 PS) / 4750          | 183 kW (249 PS) / 3250–4200     |
| max. Drehmoment bei min−1                         | 450 Nm / 1750–4000              | 550 Nm / 1250–3000              |
| Kraftübertragung                                  |                                 |                                 |
| Antrieb                                           | Permanenter Allradantrieb       | Permanenter Allradantrieb       |
| Getriebe                                          | 8-Gang-Automatikgetriebe von ZF | 8-Gang-Automatikgetriebe von ZF |
| Messwerte                                         |                                 |                                 |
| Höchstgeschwindigkeit                             | 160 km/h                        | 160 km/h                        |
| Beschleunigung, 0–100 km/h                        | 8,8 s                           | 9,8 s                           |
| Kraftstoffverbrauch auf 100 km, kombiniert (WLTP) | 14,4–14,9 l Super               | 10,9–12,1 l Diesel              |
| CO2-Emissionen, kombiniert (WLTP)                 | 325–336 g/km                    | 286–317 g/km                    |
| Tankinhalt                                        | 90 l                            | 90 l                            |
| Wendekreis                                        | 14,5 m                          | 14,5 m                          |
| Abgasnorm                                         | Euro 6                          | Euro 6                          |